# Rhaphidostegium micropyxidium
Rhaphidostegium micropyxidium är en bladmossart som beskrevs av Jean Édouard Gabriel Narcisse Paris 1898. Rhaphidostegium micropyxidium ingår i släktet Rhaphidostegium och familjen Sematophyllaceae. Inga underarter finns listade i Catalogue of Life.